# Primeval (serie televisiva)
Primeval è una serie televisiva britannica di fantascienza prodotta da Impossible Pictures e trasmessa sul canale ITV dal 10 febbraio 2007.
La serie presenta una squadra di scienziati che cercano di contenere il pericolo degli animali preistorici e futuristici  che attraversano anomalie spazio-temporali. Il team è composto da cinque persone, capitanate dal professor Nick Cutter, uno zoologo evoluzionista determinato a ritrovare sua moglie, scomparsa anni prima nella Foresta di Dean.
In Italia la serie è stata trasmessa da Jimmy che ha trasmesso in prima visione soltanto le prime due stagioni. Successivamente la serie viene proposta da Rai 2 con le prime due stagioni in prima visione free e le altre stagioni successive inedite. La serie è stata riproposta più volte anche su Rai 4. Nel 2012 ha avuto inizio in Canada una serie spin-off intitolata Primeval: New World.

## Trama

### Prima stagione
In Inghilterra cominciano a verificarsi strani fenomeni potenzialmente molto pericolosi: iniziano ad apparire delle anomalie spazio-temporali che portano, dalle ere più lontane del nostro pianeta, creature di ogni genere direttamente nel presente. La storia inizia quando il paleontologo Nick Cutter, il suo tecnico da laboratorio Stephen Hart e lo studente amante del mondo antico Connor Temple arrivano nella foresta di Dean, per investigare sullo strano avvistamento di una creatura sconosciuta. Scopriranno che ciò che cercano e che terrorizza i civili è un pericoloso Gorgonopside, un rettile-mammifero arrivato da un lontano passato. Assoldati dal governo insieme alla zoologa Abby Maitland e alla funzionaria Claudia Brown, sotto il comando del presuntuoso James Lester, tutti i membri della squadra faranno in modo di limitare i danni che le anomalie e le creature che ne fuoriescono causano, mantenendo costantemente, per quanto possibile, il segreto di Stato. Ma oltre alle anomalie, altro preoccupa i pensieri di Nick Cutter: sono questi fenomeni la causa della scomparsa, avvenuta nella Foresta di Dean otto anni prima, di sua moglie Helen? Nick decide così di entrare in un'anomalia per scoprire la verità sulla scomparsa di sua moglie: trova effettivamente delle tracce ma niente è chiaro sino a quando, dopo esser entrato ed uscito da alcune anomalie (che non sempre portano nello stesso luogo e tempo, anzi!) viene a comprendere che Helen è ancora viva. Però giocare col tempo è pericoloso e questo Nick non l'aveva calcolato; la stagione si conclude con una riscrizione della storia: qualcosa è andato storto.

### Seconda stagione
La seconda stagione, in Italia è andata in onda sempre su Jimmy a partire dal 7 settembre 2008 con un doppio episodio a serata e si svolge in una sorta di storia parallela (o per meglio dire, nella versione cambiata del tempo che come si stabilirà alla fine della serie non si ripristinerà): Nick, tornato dal passato nel presente attraverso l'ultima anomalia apparsa, scopre che, seppur in minima parte, la realtà che conosceva è cambiata. La sua compagna di squadra, nonché fidanzata, Claudia Brown, è scomparsa e nessuno degli altri membri sembra sapere minimamente chi ella sia; più avanti si scoprirà che esiste ma la sua storia personale, nonché identità, è totalmente differente: pur essendo geneticamente uguale a Claudia, Jennifer Lewis (una specie di versione di Claudia appunto) entrerà come nuovo membro della squadra. La squadra (con cui lavorava già nella prima stagione) è la medesima ma le armi sono di gran lunga più avanzate di quelle che usavano nella sua realtà. La base operativa della sezione militare che si occupa delle anomalie è ora molto allargata e dispone di notevoli risorse d'armi e di uomini: la base è chiamata ARC. In questa realtà fa la sua comparsa un funzionario del governo, braccio destro di James Lester, un uomo chiamato Oliver Leek (prima il vice capo era Claudia). Durante lo svolgersi della stagione si scoprirà che Leek vuole, grazie alle creature catturate dal suo team diventare un dittatore: il dettaglio importante è che il suo soldato è Helen Cutter. Helen seguirà la sua missione (che non è ancora chiaro quale sia) senza mai voltarsi indietro: sarà disposta a sacrificare chiunque, compreso suo marito Nick che però viene salvato dal suo amico (e collaboratore) Stephen Hart che si sacrifica per salvarlo in quanto crede che Nick possa essere l'unico in grado di fermare sua moglie Helen e l'unico in grado di fermare questa assurda guerra che potrebbe portare alla distruzione tutto ciò che è conosciuto oggi.

### Terza stagione
La terza stagione vede molti drammatici cambiamenti: il più significativo è che l'eroe, il professor Nick Cutter, poco prima di metà stagione viene ucciso dalla moglie Helen. Dopo alcune puntate, nelle quali Jennifer Lewis cerca faticosamente di fare le sue veci, viene trovato un sostituto, Danny Quinn, che diventa il nuovo capo. Lei, invece, ormai provata da troppe avventure traumatiche, si ritira per via del dubbio della sua esistenza. Nel frattempo Quinn, messo al corrente di tutto, continua la caccia alla Cutter, raggiungendola in una delle anomalie: Danny affronta Helen e la scopre nel tentativo di sterminare gli uomini primitivi per impedire la nascita dell'uomo, in quanto disgustata dall'essere umano e convinta che il solo ed unico potere dovessero averlo le bestie primordiali; inoltre, avendo visto il futuro e la fine disastrosa dell'uomo estinto per mano propria si pensa almeno sia questo il motivo, ma potrebbero essere paradossalmente le sempre più numerose anomalie cerca di evitare la misera fine dell'essere umano cancellando totalmente dalla storia la sua esistenza. La sorte però ha la meglio sulle idee di distruzione di Helen e questa viene uccisa da una creatura. Nel frattempo Abby e Connor sono rimasti bloccati in un'anomalia in balia di dinosauri ed altre minacce.

### Quarta stagione
La quarta stagione vede l'entrata di diversi personaggi e l'attuazione di numerosi cambiamenti all'ARC. Connor e Abby, rimasti intrappolati nel tempo per più di un anno finalmente riescono a far ritorno. La stagione parla appunto della nuova squadra e dei cambiamenti avvenuti; inoltre racconta della ricerca da parte della squadra di un personaggio proveniente dal passato, Ethan, che sembra avere a che fare con lo scomparso Danny Quinn successivamente si scopre che è suo fratello Patrick. Anche Danny ritorna nel tempo giusto e scopre che quindi suo fratello, dato per morto molti anni prima, era anch'egli perso nel tempo: Danny decide così di lasciare la squadra per andare alla ricerca di suo fratello (in un viaggio oltre che pericoloso quasi infinito). Quinn esce dunque di scena.

### Quinta stagione
Nella quinta stagione la squadra si ritrova invischiata in un progetto che mira a controllare le anomalie; l'idea sarebbe immagazzinare l'energia delle varie anomalie apertesi contemporaneamente in tutto il mondo durante la Convergenza, un evento che si verifica ogni milione di anni circa e che provoca l'apertura simultanea di centinaia di anomalie in tutto il mondo, ma si scopre in seguito che tutto questo porterà solamente distruzione e caos. Un nuovo personaggio prende il posto di capo squadra: Matt Anderson. Matt viene dal futuro ed il suo ruolo è quello di guidare un'operazione suicida che però porterà alla salvezza del mondo. Matt infatti utilizzando la Convergenza riuscirà invece a chiudere tutte le anomalie createsi sulla Terra impedendo quindi l'estinzione predetta. La missione pone però un quesito paradossale: se Matt che viene dal futuro disastrato elimina le anomalie in modo da evitare quel futuro, lui che fine farà? Il tempo ha le sue regole bizzarre che ancora nessuno (come si è già dimostrato alla fine della prima stagione) ha compreso, sta di fatto che Matt sopravvive e torna felicemente dalla sua amata Emily. La serie si conclude con il fidanzamento di Abby e Connor.

## Episodi
Il primo episodio è andato in onda in Inghilterra a partire dal 10 febbraio 2007 al 17 marzo 2007. Sempre nel 2007 è stata girata la seconda stagione, mandata in onda in Inghilterra a partire dal 12 gennaio 2008 fino al 23 marzo 2008. La terza stagione composta da 10 episodi è stata trasmessa in Inghilterra dal 28 marzo 2009 fino al 6 giugno 2009. La quarta e la quinta stagione sono state trasmesse sia in Inghilterra sia in Italia per la prima volta nel 2011.
| Stagione         | Episodi | Prima TV originale | Prima TV Italia |
| ---------------- | ------- | ------------------ | --------------- |
| Prima stagione   | 6       | 2007               | 2007-2008       |
| Seconda stagione | 7       | 2008               | 2008            |
| Terza stagione   | 10      | 2009               | 2010            |
| Quarta stagione  | 7       | 2011               | 2011            |
| Quinta stagione  | 6       | 2011               | 2011            |

## Personaggi e interpreti

### Personaggi principali
- Nick Cutter (Douglas Henshall) (stagioni 1-3), zoologo evoluzionista, è il principale personaggio della prima, della seconda e della prima parte della terza stagione.
- Abby Maitland (Hannah Spearritt) (stagioni 1-5), zoologa e guardiana dello zoo di Wellington, è un'appassionata di rettili.
- Stephen Hart (James Murray) (stagioni 1-2), amico, ex studente, "guardia del corpo" e tecnico di Nick Cutter.
- Connor Temple (Andrew Lee Potts) (stagioni 1-5), imbranato ed ambizioso studente di Cutter ed appassionato di vita preistorica.
- Claudia Brown/Jennifer Lewis (Lucy Brown) (stagioni 1-3 e guest star 4). Una dipendente del Governo, la cui esistenza viene cambiata a causa delle anomalie.
- Rex (CGI), un esemplare di Coelurosauravus (stagioni 1-5), che Abby tiene nel presente come animaletto domestico.
- Sir James Peregrine Lester (Ben Miller) (stagioni 1-5), funzionario del Governo e capo della squadra.
- Helen Cutter (Juliet Aubrey) (stagioni 1-3), la paleontologa ex-moglie di Nick che viaggia nel tempo da anni e non fa parte del team. Antagonista principale della serie.
- Capitano Tom Ryan (Mark Wakeling) (stagione 1), capo delle Forze Speciali.
- Oliver Leek (Karl Theobald) (stagione 2), nell'universo della seconda stagione, Leek è il nuovo assistente di Lester e il principale cattivo della seconda stagione.
- Caroline Steel (Naomi Bentley) (stagione 2), si camuffa da spasimante di Connor, ma in realtà è una agente di Leek.
- "Il mercenario" (Tim Faraday), uno strano personaggio che lavora per Helen. In realtà non è un singolo individuo, ma piuttosto uno dei tanti cloni di un singolo mercenario (anche se la persona che aveva il DNA dei cloni è morta a causa di uno Scorpione Siluriano dall'episodio 2.5
- Hilary Becker (Ben Mansfield) (stagioni 3-5), sarà il nuovo capo delle Forze Speciali nella terza stagione.
- Sarah Page (Laila Rouass) (stagione 3), egittologa e nuovo personaggio della terza stagione.
- Danny Quinn (Jason Flemyng) (stagioni 3, guest star stagione 4), nella terza stagione sarà un poliziotto che indagherà sulla strana morte di suo fratello, ma poi verrà nominato capo della squadra, come successore di Cutter e principale personaggio della terza stagione.
- Christine Johnson (Belinda Stewart-Wilson) (stagione 3), collega di Lester, infida ed assetata di potere.
- Joseph Wilder (Alex McSweeney) (stagione 3), il capo della sicurezza di Christine Johnson, nonché compagno d'accademia di Becker.
- Philip Burton (Alexander Siddig) (stagioni 4-5), uno scienziato e uomo d'affari che lavora in collaborazione con l'ARC.
- Matt Anderson (Ciarán McMenamin) (stagioni 4-5), è il nuovo leader del team dopo la scomparsa di Danny e principale personaggio della quarta e quinta stagione.
- Jess Parker (Ruth Kearney) (stagioni 4-5), è la nuova coordinatrice del campo.
- Gideon Anderson (Anton Lesser) (stagione 4), il padre di Matt.
- Emily Merchant (Ruth Bradley) (stagioni 4-5), è una donna Vittoriana che viaggia attraverso le anomalie.
- Patrick Quinn/Ethan Dowbrisky (Jonathan Byrne) (stagione 3-4), è il fratello di Danny Quinn, creduto morto ma in realtà sopravvissuto attraversando un'anomalia.
- April Leonard (Janice Byrne) (stagione 5), è l'assistente di laboratorio di Connor nella quinta stagione.

## Creature
Diverse creature sono apparse negli episodi sia del passato che nel futuro.
- Gorgonopside (Probabilmente Inostrancevia) apparso in: 1.1 e 1.6.
- Scutosaurus apparso in: 1.1, 1.6, 2.6 e 2.7
- Coelurosauravus apparso in: 1.1, 1.2, 1.5, 1.6, 2.2, 2.4, 2.5, 2.6, 2.7, 3.1, 3.6, 3.7, 3.8, 3.9, 4.2, 4.3, 4.4, 5.4
- Arthropleura apparsa in: 1.2, 2.6 e 2.7.
- Ragno preistorico apparso in: 1.2
- Mosasauride (Probabilmente Tylosaurus) apparso in: 1.3
- Hesperornis apparsa in: 1.3
- Dodo apparso in: 1.4
- Parassita apparso in: 1.4
- Pteranodon apparso in: 1.5, 2.2 e 3.10
- Anurognathus apparso in: 1.5
- Predatore del Futuro apparso in: 1.6, 2.6, 2.7, 3.1, 3.4, 3.8, 3.9, 3.10 e 5.6
- Deynonichus apparso in: 2.1, 2.6, 2.7 e 5.3
- Verme Precambriano (Probabilmente Ottoia): 2.2 e 5.5
- Smilodon: 2.3, 2.6, e 2.7
- Mer Creatures: 2.4, 2,6 e 2.7
- Scorpione Siluriano: 2.5, 2.6 e 2.7
- Mammut colombiano apparso in: 2.6, 4.2, 4.4 e 5.5
- Pristichampsus apparso in: 3.1
- Camouflage Beast apparsa in: 3.2
- Diictodon apparso in: 3.3, 3.4, 3.5, 3.6, 3.8 e 3.9
- Giganotosaurus apparso in: 3.4
- Velociraptor apparso in: 3.4, 3.10, 4.1 e Fire And Water
- Fungo del Futuro apparso in: 3.5
- Phorusrahacos apparso in: 3.6 e 4.7
- Dracorex apparso in: 3.7 e 4.1
- Megopteran apparsa in: 3.8 e 3.10
- Larva del futuro apparsa in: 3.8
- Embolotherium apparso in: 3.9
- Spinosaurus apparso in: 4.1 e 5.5
- Kaprosuchus apparso in: 4.2 e 5.5
- Dinosauroide apparso in: 4.3 e 5.5
- Terocefalo apparso in: 4.4
- Labirintodonte (Probabilmente Koolasuchus) apparso in: 4.5
- Hyaenodon apparso in: 4.6
- Scarafaggio gigante apparso in: 5.1
- Liopleurodon apparso in: 5.2
- Balaur apparso in: 5.2
- Scarabeo del Futuro apparso in: 5.4
- Tyrannosaurus rex: Extinction Event e 5.5

## Produzione
La serie è stata creata da Adrian Hodges, che scrisse e scrive tuttora la maggior parte della sceneggiatura, e da Tim Haines che in precedenza creò i documentari della serie Walking with, famosi anche in Italia (venivano trasmessi da La macchina del tempo su Rete 4). La serie è prodotta da Haines e Cameron McAllister. Gli effetti speciali di Primeval sono a cura della compagnia inglese Framestore CFC. Il titolo iniziale della serie fu Primaeval.
ITV produsse in precedenza la serie di documentari Prehistoric Park (in Italia mandata in onda su LA7), con trama molto simile alla serie tv.
La sigla d'apertura e dei titoli di coda è stata appositamente creata per la serie da Dominik Scherrer. Nella prima stagione il tema usato nei titoli di coda era All Sparks, degli Editors, ma nel DVD è stato cambiato con la stessa sigla d'apertura.
La prima stagione è stata filmata negli Studi Pinewood, nella Foresta di Dean, nella Metropolitana di Londra, nello New Den Stadium, lo Zoo di Whipsnade, quello di Londra, le Isole Canarie, il Thorpe Park e Bournemouth Beach.
Le riprese della seconda stagione sono terminate il 1º ottobre 2007. Due nuove aggiunte al cast della prima stagione sono stati i personaggi di Caroline Steel e Oliver Leek, rispettivamente Naomi Bentley e Karl Theobald.
Il sesto episodio della seconda stagione è stato scritto dal famoso Paul Cornell, sceneggiatore della celeberrima serie tv Doctor Who.
Nella terza stagione sono comparsi (escluso Murray, Stephen Hart nella prima e seconda stagione), tre nuovi personaggi: Ben Mansfield nel ruolo del Capitano Becker; Laila Rouass nel ruolo dell'egittologa Sarah Page e Jason Flemyng nel ruolo del poliziotto Danny Quinn. 
Nella quarta stagione sono apparsi diversi nuovi personaggi citando quelli più importanti: Matt Anderson (Ciaràn McMenamin), Jess Parker (Ruth Kearney), Philip Burton (Alexander Siddig), Emily Merchant (Ruth Bradley) e Patrick Quinn (Jonathan Byrne).
Nella quinta stagione c'è stato solo un'aggiunta tra i personaggi secondari principali: April Leonad (Janice Byrne)
Inoltre sono stati anche fatti delle action figure, due giocattoli volanti basati sugli Anurognathus e Rex. Anche un pupazzo dalle fattezze di Rex. 
Sono stati scritti anche quattro romanzi ambientati nella seconda stagione e nella terza stagione, tranne uno ambientato tra la seconda e terza stagione. I titoli sono: Shadow Of The Jaguar (2.3-The Lost Island) The Lost Island (Shadow Of The Jaguar-2.4) Extinction Event (2.7-3.1) e Fire And Water (3.5-3.6).

## Critica
Le prime due stagioni sono state accolte positivamente dalla critica, le altre tre hanno avuto critiche miste al positivo. Forse la maggior parte delle critiche negative si è rivolta alla quarta stagione.